# Герберт, Филипп, 7-й граф Пембрук
Филипп Герберт (англ. Philip Herbert; незадолго до 5 января 1653, Уилтон-Хаус, Уилтшир, Королевство Англия — 29 августа 1683) — английский аристократ, 7-й граф Пембрук, 4-й граф Монтгомери, 4-й барон Герберт из Шурланда, 7-й барон Герберт из Кардиффа с 1674 года. Второй сын Филиппа Герберта, 5-го графа Пембрука, рыцарь Бани, придворный короля Карла II, женатый на сестре его любовницы Луизы де Керуаль. Совершил несколько жестоких убийств, но ушёл от ответственности благодаря привилегии пэра и милости монарха. Оставил только дочь, так что его наследником стал младший брат, Томас Герберт.

## Биография
Филипп Герберт принадлежал к одному из самых влиятельных и богатых аристократических родов Англии. Герберты владели обширными землями в ряде английских графств и Уэльсе, заседали в Палате лордов как графы Пембрук, были связаны родством со многими знатными семействами. Филипп был вторым сыном 5-го графа Пембрука того же имени от его второй жены, Кэтрин Вильерс (племянницы герцога Бекингема). Он был крещён 5 января 1653 году в главной семейной резиденции — Уилтон-Хаусе в Уилтшире. В 1660 году, в день коронации Карла II, Филиппа-младшего посвятили в рыцари Бани. В 1674 году умер бездетным его старший единокровный брат Уильям, и после этого Филипп унаследовал семейные владения и занял место в Палате лордов как 7-й граф Пембрук. В конце того же года он женился на Генриетте де Керуай, сестре королевской любовницы Луизы.
Ещё с детства за Гербертом замечали жестокость, склонность к эмоциональным вспышкам и насилию; возможно, он унаследовал определённую психологическую неуравновешенность от своего деда по отцу, 4-го графа Пембрука. Сэр Филипп был замешан в нескольких стычках, которые едва не закончились гибелью случайных людей, в 1677 году он чуть не убил на дуэли некого Вогана. 28 января 1678 года Карл II отправил графа в Тауэр «за произнесение ужасных и богохульных слов и другие действия, подтвержденные присягой, которые не подобает повторять ни в одном христианском собрании». Пембрук направил петицию в Палату лордов, отрицая все обвинения, пэры подали прошение монарху, и тот освободил графа уже 30 января.
Спустя всего неделю, 5 февраля 1678 года, человек по имени Филипп Рико пожаловался пэрам, что Герберт напал на него на Стрэнде. Палата обязала графа выплатить залог в две тысячи фунтов стерлингов в подтверждение обещания соблюдать закон. Однако к тому времени Пембрук уже убил человека по имени Натаниэль Кони — забил до смерти в таверне без видимой причины. Большое жюри Мидлсекса предъявило ему официальное обвинение в убийстве, 4 апреля 1678 года граф предстал перед судом пэров и был признан виновным в непредумышленном убийстве (версию умышленного убийства большинство голосовавших отклонило). Сэр Филипп воспользовался привилегией пэра, то есть правом избежать наказания за своё первое преступление. Его освободили от ответственности, но председательствовавший в суде герцог Ормонд выступил с предупреждением: «Его светлости стоит обратить внимание на то, что ни один человек не может воспользоваться такой привилегией более одного раза».
Вскоре выяснилось, что Пембрук неисправим. Он совершил нападение на Чарльза Сэквилла, 6-го графа Дорсета, который из-за этого подал на него в суд. 18 августа 1680 года, после попойки в таверне, граф убил офицера лондонской стражи Уильяма Смита. Большое жюри присяжных Миддлсекса снова обвинило его в убийстве (21 июня 1681 года), и сэру Филиппу пришлось бежать на континент. Однако 24 лорда направили петицию королю, и тот даровал графу королевское помилование.
Филипп Герберт умер 29 августа 1683 года, в возрасте 30 лет.

## Семья
Граф был женат на Генриетте де Керуаль, дочери Гийома де Пенансо, сеньора де Керуаля. В этом браке родился только один ребёнок — дочь по имени Шарлотта (1676—1733), которая стала женой Джона Джеффриса, 2-го барона Джеффриса, и Томаса Виндзора, 1-го виконта Виндзора. Вдова графа вышла замуж во второй раз, за Жана-Тимолеона Гуфье, маркиза де Туа. За отсутствием мужского потомства титулы и земли сэра Филиппа перешли его младшему брату Томасу. Известно, что тот просил у короля разрешения продать часть владений, чтобы обеспечить племянницу.